# Lisa Robin Kelly
Lisa Robin Kelly (5. března 1970 – 14. srpna 2013) byla americká herečka, známá především svou rolí Laurie Forman v seriálu Zlatá sedmdesátá. Narodila se a vyrůstala v Southingtonu v Connecticutu. Poprvé se v televizi objevila v roce 1992 v seriálu Ženatý se závazky, kde hrála malou a nevýznamnou roli. Znovu se však v televizi objevila v roce 1997 v několika epizodách seriálů Charmed a Silk Stalkings.
V roce 1998 hrála Laurie Formanovou, promiskuitní blondýnu a sestru Erica Formana v seriálu Zlatá Sedmdesátá. Ze seriálu náhle odešla během 3.série. V 5. sérii se znovu do seriálu vrátila, ale pouze na 4 epizody, poté byla nahrazena herečkou Christinou Moore. V interview s ABC News řekla, že seriál byla příčina jejího alkoholismu a ztráty nenarozeného dítěte a proto utekla.

## Problémy se zákonem
V srpnu roku 2010 byla zatčena v Severní Karolíně za jízdu pod vlivem alkoholu. V listopadu téhož roku byla zproštěna viny a dostala podmínku na 1 rok.
31. března 2012 byla zatčena za ublížení na zdraví jejímu manželovi, byla propuštěna na kauci 50 000 dolarů (což je v přepočtu asi 850 000 korun). Poplatek byl na základě podnětu podaného jejím ex-manželem Johnem Michasem. Později prohlásila, že ona byla ten, kdo byl napaden – toto tvrzení Michas popřel. Okresní advokát v Los Angeles County odmítl podat obvinění.
V listopadu 2012 byla opět zatčena za řízení v opilosti v Mooresville v Severní Karolíně.

## Smrt
Pár dní po kontrole na Pax Rehab House v Altadeně v Kalifornii, zemřela 14. srpna 2013 ve spánku ve věku 43 let. V lednu 2014 losangeleský úřad koronera uznal, že její smrt byla zapříčiněna mnohonásobným drogovým opojením.